# ベン・リー
ベン・リー（Ben Lee、1978年9月11日 - ）は、オーストラリアのミュージシャンにして俳優。リーは14歳でシドニーのバンド、ノイズ・アディクトでミュージシャンとしてのキャリアを開始したが、1995年にバンドが解散したとき、ソロ・キャリアに集中することとなった。オーストラリアの映画『The Rage in Placid Lake』（2003年）に主人公として出演した。彼は11枚のソロ・スタジオ・アルバムをリリースしている。

## 略歴

### ノイズ・アディクト
リーの音楽キャリアは1993年にスティーヴ・パヴロヴィッチのインディーズ・レーベル「Fellaheen Records」と契約したバンドのノイズ・アディクトで始まり、リーの寝室で録音された4トラックのデモを自作して配布した。パヴロヴィッチのつながりは、バンドをソニック・ユースのサーストン・ムーアとビースティ・ボーイズのマイクDの注目を集めた。どちらも、バンドのマテリアルをアメリカでリリースした。このグループは、ビースティ・ボーイズのグランド・ロイヤル・レコードからいくつかのリリースを行った。
これらには、1994年のアコースティックEP『ヤング・アンド・ジェイデッド』が含まれ、リーのエバン・ダンドへのトリビュート「I Wish I Was Him」が収録されていた。1995年、グランド・ロイヤルはバンド唯一のフル・アルバムで、ブラッド・ウッドがプロデュースした『ミート・ザ・リアル・ユー』をリリースした。ノイズ・アディクトは、収録曲「16」のミュージックビデオを作成し、セバドーと一緒にツアーを行ったが、その後に解散した。リーはまた、一時的にオルタナティヴ・バンドであるガーリングのメンバーを務めた。2009年、リーは新しいノイズ・アディクトのアルバム『It Was Never About the Audience』を、ルー・バーロウとララ・マイエラトケンという新しいラインナップでレコーディングしている。

### ソロ・キャリア
リーのソロ・キャリアは、彼がまだノイズ・アディクトに在籍していた16歳に始まった。彼はプロデューサーのブラッド・ウッドと一緒にシドニーとシカゴの両方で彼の最初のソロ・アルバム『グランポー・ウッド』のレコーディングを始めた。これに続いて、同じくウッドがプロデュースした1997年のアルバム『サムシング・トゥ・リメンバー・ミー・バイ』がリリースされた。T・ボーン・バーネットがプロデュースした彼の曲「Burn to Shine」のオルタナティヴ・バージョンは、映画『リスキーブライド/狼たちの絆 (Best Men)』のエンドクレジットで流された。その後、映画『メリーに首ったけ』サウンドトラックで「How to Survive a Broken Heart」という曲がフィーチャーされた。パヴロヴィッチの新しいレーベル「モジュラー」からリリースされた1998年のアルバム『ブリージング・トルネード』は、シンセサイザーを導入し、サウンドにインストゥルメンタルを追加したことで、リーの新しい方向性を示した。
このアルバムはオーストラリアで成功を収め、リーに収入をもたらし、ARIAミュージック・アワードの最優秀男性アーティストおよびアルバム・オブ・ザ・イヤーにノミネートされた。アルバムからの最初のシングル「Cigarettes Will Kill You」もシングル・オブ・ザ・イヤーにノミネートされ、その年のTriple J Hottest 100でも2位を記録した。2001年、リーはジェフ・リンのトリビュート・アルバム『ジェフ・リン・トリビュート (Lynne Me Your Ears)』に楽曲（「Sweet Is the Night」）を提供した。
リーの4枚目のアルバム『ヘイ・ユー、イエス・ユー』は、2002年にリリースされた。アルバムからの最初のシングル「Something Borrowed, Something Blue」は、ARIAチャートで67位、2002年のTriple J Hottest 100で22位に達した。2番目のシングル「Running with Scissors」は、ARIAチャートの82位でピークに達した。2003年には、彼はエバン・ダンドのソロ・アルバム『ベイビー・アイム・ボアード』にもいくつかの曲を提供した。
2004年後半、リーはスティーヴ・パヴロヴィッチのモジュラー・レコーディングスを去り、自身のレコードレーベルであるテン・フィンガーズ (Ten Fingers)を立ち上げた。レーベルの最初のリリースはシングル「Gamble Everything for Love」で、続いて2005年2月にリリースされたアルバム『アウェイク・イズ・ザ・ニュー・スリープ』がオーストラリアでダブルプラチナとなった。彼のキャリアを決定づけるリリースであるこのアルバムは、それまでの暗い物思いの数々とは対照的に、リーの個性のはるかに明るくポジティブな側面を示した。『アウェイク・イズ・ザ・ニュー・スリープ』は、2005年オーストラリアレコード産業協会（ARIA）賞にノミネートされ、リーは、ベスト男性アーティスト、ベスト・インディペンデント・リリース、マクゴーワン・サウスワースと共同で書いた「Catch My Disease」でシングル・オブ・ザ・イヤーを受賞した。「Catch My Disease」は2005年のTriple J Hottest 100においても2位となった。
さらに、この曲は2005年の映画『Just Friends』と『デュース・ビガロウの旅ジゴロ』のサウンドトラックや、テレビ・シリーズ『グレイズ・アナトミー 恋の解剖学』『Hidden Palms』『Scrubs〜恋のお騒がせ病棟』のサウンドトラックでも取り上げられた。2006年には、デル・コンピューターのテレビ・コマーシャルで使用された。2006年3月26日、リーは2006年コモンウェルスゲームズの閉会式で、『アウェイク・イズ・ザ・ニュー・スリープ』から「We're All in This Together」をパフォーマンスした。「We're All in This Together」のシングルは、2006年4月8日にリリースされた。CDには「Pony Up」「Holidays on Ice」「Gelbison」のカバー・バージョンが収録されている。「We're All in This Together」は、コールズ（Kohl's、2008年）、コカ・コーラ（2007年にオーストラリアのサマーシリーズ広告をリミックス）、南オーストラリア州政府（2006年）、救世軍のレッド・シールド・アピール（2007年）、およびテラス・モビリティの「My Faves」（2007年）のコマーシャルで使用されている。
リーは2007年9月18日に6枚目のアルバム『ライプ』をリリースし、これにはベンジー・マッデンとマンディ・ムーアが参加した。マンディ・ムーアは「Birds and Bees」と呼ばれるリーとの気さくな1950年代スタイルのデュエットを歌った。「マンディはとてもスウィートで、僕のためのオリビア・ニュートン＝ジョンのように最善を尽くしてくれました。この録音には本当に興奮しています」とリーは言う。マッデンは、アメリカのバンドであるルーニーと、ニッケル・クリークのサラ・ワトキンスとともに、いくつかのバック・ボーカルを手伝った。アルバムの「American Television」は『Flavor of Love 3』のVH1広告で使用され、楽曲「Ripe」は「One Tree Hill」というエピソード（シーズン5、エピソード2）に登場した。
2007年、リーは『The DL』の「Landmarks」のためにクロスビー、スティルス&ナッシュの「僕達の家」のカバーをパフォーマンスした。
2009年2月、リーは7枚目のスタジオ・アルバム『The Rebirth of Venus』をリリースし、さまざまなレビューを受けた。ミッシー・ヒギンズやペイシェンス・ホジソンなどのゲスト・パフォーマンスをフィーチャーし、ARIAチャートの21位でピークに達した。
リーの8枚目のスタジオ・アルバム『ディーパー・イントゥ・ドリーム』は、2011年10月11日にリリースされた。これは、夢の状態を中心に12曲すべてをベースにした、リーのコンセプト・アルバムとしての最初の試みであった。チャートに載らなかったにもかかわらず、批評家からかなり好意的に受け入れられた。
2013年4月、リーはジェシカ・チャプニックとのコラボレーションにより、9枚目で間違いなく最も実験的なスタジオ・アルバム『アヤワスカ:ウェルカム・トゥ・ザ・ワーク』をリリースした。このアルバムは、アヤワスカとして知られる向精神薬の南米での彼の個人的な経験に基づいている。リーは、2013年シーズンの『The Voice Australia』に、ジョエル・マッデンのチームのメンターとして出演した。
2015年6月、リーは10枚目のソロ・アルバム『Love Is the Great Rebellion』をリリースした。これは、メジャー・レーベルであるワーナー・ブラザース・レコードからの最初のアルバムである。
ラジオ・ナショナルのジェフ・ウッドによると、リーはヨガの練習に捧げられた新しい形の音楽を表すために「エレクトロヨガ (electro-yoga)」という用語を発明した。その後、リーはこのリリースに続いて、2016年に『Freedom, Love and The Recuperation of the Human Mind』というタイトルの音響指向のアルバムを、2017年には『Ben Lee Sings Songs about Islam for the Whole Family』という子供向けアルバムを発表した。リーは、『ママと恋に落ちるまで』のスターであったジョシュ・ラドナーと一緒に、ラドナー・アンド・リーというインディー・フォークのデュオを結成し、2017年11月のセルフタイトル・アルバムでデビューを果たした。
2018年には、トム・ロビンズが書いた同名小説に基づいたミュージカルのサウンドトラックである『B Is for Beer』がリリースされた。リーとロビンズはミュージカルを作り上げるために10年にわたって協力していた。アルバム制作のための資金は、Kickstarterでのクラウドソーシングを通じて提供された。
リーは2019年に『Quarter Century Classix』をリリースした。これは、彼が10代の間に影響を受けたカバー曲のコレクションである。2020年、ラドナー・アンド・リーは2枚目のコラボレーション・アルバム『Golden State』をリリースした。
2021年、リーは『オーストラリア版マスクド・シンガー』の第3シーズンに「教授」として出演した。彼は第3話で排除された後、10位で終わった。
2021年9月、ミュージック・ネットワークは、リーがワーナー・ミュージック・オーストラリアと契約したことを確認した。ワーナー・ミュージック・オーストラリアは、シングル「Born for This Bullshit」を先行シングルとしたアルバム『I'm Fun!』を2022年6月にリリース予定。この契約には、彼の19枚のアルバムのバック・カタログに対する権利が含まれている。

## 私生活
リーはシドニーで生まれ、ユダヤ人家庭で育ったが、自分は子供として宗教的であるとは考えていなかった。リーはシドニーの東部郊外にあるモライア大学で教育を受けた。
リーはクレア・デインズと数年間付き合ったが、彼らの関係は2003年に終了し、後にインドにてヒンドゥーの結婚式で、女優のアイオン・スカイと結婚した。彼らには子供が1人いる。
リーは自分がペスカタリアニズムの食事療法に従っていると述べた。

## ディスコグラフィ

### スタジオ・アルバム
- 『グランポー・ウッド』 - Grandpaw Would (1995年、Fellaheen)
- 『サムシング・トゥ・リメンバー・ミー・バイ』 - Something to Remember Me By (1997年、Fellaheen)
- 『ブリージング・トルネード』 - Breathing Tornados (1998年、Modular)
- 『ヘイ・ユー、イエス・ユー』 - hey you. yes you. (2002年、Modular)
- 『アウェイク・イズ・ザ・ニュー・スリープ』 - Awake Is the New Sleep (2005年、Ten Fingers)
- 『ライプ』 - Ripe (2007年、Ten Fingers)
- The Rebirth of Venus (2009年、Dew Process)
- 『ディーパー・イントゥ・ドリーム』 - Deeper into Dream (2011年、Dew Process)
- 『アヤワスカ:ウェルカム・トゥ・ザ・ワーク』 - Ayahuasca: Welcome to the Work (2013年、Ten Fingers)
- Love Is the Great Rebellion (2015年、Warner Bros.)
- Freedom, Love and The Recuperation of the Human Mind (2016年、ABC Music)
- Ben Lee Sings Songs about Islam for the Whole Family (2017年)
- Quarter Century Classix (2019年、New West)

### コラボレーション・アルバム
- Radnor & Lee (2017年、Radnor & Lee) ※Radnor & Lee名義。with ジョシュ・ラドナー
- Golden State (2020年、Flower Moon) ※Radnor & Lee名義。with ジョシュ・ラドナー

### サウンドトラック・アルバム
- The Square (Motion Picture Sountrack) (2008年) ※with ジェシカ・チャプニック・カーン
- B Is for Beer: The Musical (2018年) ※with トム・ロビンズ